# Szamerat
Szamerat (hebr. שמרת) – kibuc położony w Samorządzie Regionu Matte Aszer, w Dystrykcie Północnym, w Izraelu. Członek Ruchu Kibuców (Ha-Tenu’a ha-Kibbucit).

## Położenie
Kibuc Szamerat jest położony na wysokości 12 metrów n.p.m. w północnej części równiny przybrzeżnej Izraela. Leży w odległości 1,5 km od wybrzeża Morza Śródziemnego. W odległości 2,5 km na wschód zaczynają się wznosić wzgórza Zachodniej Galilei, z których spływa przepływający na północ od kibucu strumień Jasaf. W otoczeniu kibucu Szamerat znajdują się miasto Akka, miejscowości Kafr Jasif, Julis i Dżudajda-Makr, kibuce Lochame ha-Geta’ot i Bet ha-Emek, moszawy Bustan ha-Galil i Szawe Cijjon, chrześcijańska wioska Nes Ammim, oraz wioska komunalna Aszerat. Na północny zachód od kibucu jest położona baza wojskowa Szraga, będąca bazą Brygady Golani. Również na południe od kibucu jest położona niewielka tajna baza wojskowa Sił Obronnych Izraela.

### Podział administracyjny
Szamerat jest położony w Samorządzie Regionu Matte Aszer, w Poddystrykcie Akka, w Dystrykcie Północnym.

## Demografia
Stałymi mieszkańcami kibucu są wyłącznie Żydzi. Tutejsza populacja jest świecka:

Źródło danych: Central Bureau of Statistics.

## Historia
Pierwotnie tutejsze grunty należały do arabskiej wioski al-Manszijja. Na początku XX wieku okoliczne ziemie zaczęły wykupywać żydowskie organizacje syjonistyczne. Przyjęta 29 listopada 1947 roku Rezolucja Zgromadzenia Ogólnego ONZ nr 181 przyznała te tereny państwu arabskiemu. Podczas wojny domowej w Mandacie Palestyny w 1948 roku w okolicy operowały siły Arabskiej Armii Wyzwoleńczej, które paraliżowały żydowską komunikację w całej Galilei. Z tego powodu, w dniu 14 maja 1948 roku siły żydowskiej organizacji paramilitarnej Hagana zajęły tutejszą wioskę al-Manszijja. Wysiedlono jej mieszkańców, a następnie w dniu 16 czerwca 1948 roku wyburzono jej domy. Jeszcze w trakcie I wojny izraelsko-arabskiej, w dniu 28 maja 1948 roku na terenie arabskiej wioski założono kibuc Szamerat. Grupa założycielska składała się z członków młodzieżowej organizacji syjonistycznej Ha-Szomer Ha-Cair z Rumunii, Węgier i Słowacji. Przy próbie dostanie się do Brytyjskiego Mandatu Palestyny zostali zatrzymani i internowani w obozie na Cyprze. Po proklamacji niepodległości Izraela odzyskali wolność i przyjechali do Izraela. Natychmiast po przyjeździe wzięli udział w walkach w rejonie kibucu Ramat Jochanan, a następnie założyli swój własny kibuc na północ od Akki. Nowa osada pełniła funkcje obronne Akki i chroniąc linie komunikacyjne przyczyniała się do wzmocnienia pozycji społeczności żydowskiej w Zachodniej Galilei. Po wojnie kibuc przeniesiono 2 km na północ, do jego obecnej lokalizacji, zajmując w ten sposób część gruntów zniszczonej arabskiej wioski As-Sumajrijja. W kolejnych latach został wzmocniony przez nowych imigrantów z Kanady, Stanów Zjednoczonych i Ameryki Południowej. W sierpniu 1988 roku kibuc zyskał złą sławę z powodu zbiorowego gwałtu. Sześciu nastolatków oskarżono o to, że przez pięć dni gwałcili 14-letnią dziewczynę. Do gwałtów doszło w różnych miejscach w kibucu i jego okolicy. Po kryzysie gospodarczym lat 90. XX wieku, kibuc przeszedł w 2003 roku proces prywatyzacji.

## Edukacja
Kibuc utrzymuje przedszkole. Starsze dzieci są dowożone do szkoły podstawowej w kibucu En ha-Mifrac, lub gimnazjum i szkoły średniej w kibucu Ewron.

## Kultura i sport
W kibucu jest ośrodek kultury z biblioteką. Z obiektów sportowych jest basen pływacki, boisko do piłki nożnej oraz sala sportowa z siłownią.

## Infrastruktura
W kibucu znajduje się przychodnia zdrowia, sklep wielobranżowy oraz warsztat mechaniczny. We wrześniu 2007 roku Żydowski Fundusz Narodowy otworzył przy kibucu nową oczyszczalnię ścieków ze zbiornikiem o pojemności 3 mln m³. Są tutaj zbierane ścieki z miasta Akka i pobliskich osad rolniczych. Oczyszczone ścieki są później wykorzystywane dla potrzeb rolnictwa.

## Turystyka
Na południowy zachód od kibucu jest położona al-Bahja, letnia rezydencja Bahá'u'lláh, założyciela Wiary Baha'i. Miejsce to przyciąga licznych turystów. W kibucu istnieje możliwość wynajęcia noclegów.

## Gospodarka
Gospodarka kibucu opiera się na rolnictwie i sadownictwie. Uprawy polne koncentrują się głównie na bawełnie, a sady na drzewach oliwnych i awokado. Jest tu także ferma drobiu i obora bydła mlecznego. Działa tutaj firma meblarska Wissman Furniture Ltd., która posiada siedem sklepów meblowych w Izraelu.

## Transport
Z kibucu wyjeżdża się w kierunku południowo-zachodnim na drogę ekspresową nr 4, którą jadąc na południe dojeżdża się do węzła drogowego z drogą ekspresową nr 85 i dalej do kibucu En ha-Mifrac, lub jadąc na północ dojeżdża się do kibucu Lochame ha-Geta’ot. Droga nr 8510 prowadzi na południowy zachód do miasta Akka.